# محمد تقی قمی
محمدتقی قمی (۱۲۸۹ - ۱۳۶۹ ش) روحانی وحدت‌گرای شیعه بود که معتقد بود تنها راه برای ایجاد امت واحد اسلامی، اتحاد فرهنگی مسلمانان است و این امر از طریق گفتگوی عالمان مذاهب اسلامی حاصل شدنی است. از جمله دستاوردهای وی می‌توان به تأسیس دارالتقریب بین المذاهب الاسلامیة و تلاش وی جهت به رسمیت شناخته‌شدن مذهب شیعه از سوی دانشگاه الازهر مصر اشاره کرد. وی در هشتاد سالگی و چند روز پیش از آن که برای از سرگیری فعالیت‌های خود در دارالتقریب به مصر عزیمت کند، در یک سانحه‌ی رانندگی در پاریس از دنیا رفت. عده‌ای معتقدند که تصادف او توسط مخالفان وحدت بین شیعه و سنی و معاندان دارالتقریب طراحی شده بود تا از فعالیت‌های قمی که از انگیزه و نفوذ بالایی برای نزدیکی میان مذاهب برخوردار بود، جلوگیری کنند. تشییع و تدفین پیکر وی در روز هجدهم شهریور ۱۳۶۹ انجام گرفت و طبق وصیت در امامزاده عبدالله (در تهران-شهر ری) به خاک سپرده شد.

## زندگینامه و احداث دارالتقریب
او در سال ۱۲۸۹ هجری شمسی در شهر قم متولد شد. پدرش شیخ احمد از قضات شهر تهران بوده است. وی دروس ابتدایی را در تهران فرا گرفت و پس از سپری کردن دورهٔ تحصیلات دبیرستان وارد مدرسهٔ عالی ادبیات شد و همزمان با یادگیری زبان فرانسوی به تحصیل علوم دینی نیز مشغول شد. او به دنبال راهی برای ایجاد وحدت بین شیعه و سنی بود و در همین راستا به مصر رفت. با توجه به کاستی‌هایی که در زبان عربی داشت، سفر اول او ناموفق بود و برای ارتقای سطح محاوره به زبان عربی مدتی به لبنان رفت و در آنجا ساکن شد. پس از تسلط به زبان عربی در سال ۱۳۱۷ به مصر بازگشت و با رئیس وقت دانشگاه الازهر، شیخ محمد مصطفی المراغی دیدار کرد و از اندیشهٔ تقریب میان مذاهب اسلامی را با وی مطرح ساخت. شیخ المراغی وی را مورد تشویق و حمایت قرار داد، محل سکونتی برای وی در قاهره در نظر گرفت و به محمد تقی قمی پیشنهاد داد کارش را با برگزاری سخنرانی‌هایی، از جمله در در دانشگاه الأزهر آغاز کند تا بتواند با شخصیت‌ها و متفکران مذهبی ارتباط برقرار کند. در همین راستا محمد تقی قمی مجله‌ای با نام  رسالة الإسلام را منتشر ساخت. محمد تقی قمی با وجود تنگدستی مالی هیچ وقت کمکی که ممکن بود موجب این شائبه شود که چشمداشت شخصی دارد نمی‌پذیرفت و به همین دلیل برای تامین هزینه زندگی به کمک های مالی از طرف خانواده خود در قم که از تمکین مالی برخوردار بودند بسنده می کرد. مدتی پس از آغاز جنگ جهانی دوم، محمد تقی قمی، ناچار به بازگشت به ایران شد. او در حدود سال ۱۳۲۴ شمسی در قم با سید حسین بروجردی مرجع بزرگ تقلید شیعهٔ وقت دیدار کرد و توانست حمایت مادی و معنوی او را از طرح تقریب مذاهب جلب کند. آیت‌الله بروجردی تأکید خاصی به تأسیس دارالتقریب داشت و به همین دلیل به درخواست محمد تقی قمی برای از میان برداشتن موانع دارالتقریب مصر، از چاپ هشتم بحارالانوار که حاوی مطالبی بود که حساسیت علمای اهل تسنن را برمی‌انگیخت جلوگیری کرد. علاوه بر آن، آیت‌الله بروجردی خطبهٔ غدیر را بر اساس اسناد موجود در منابع اهل سنت جمع‌آوری کرد و در مجلهٔ رساله الاسلام توسط محمد تقی قمی به چاپ رساند. همچنین به توصیهٔ آیت‌الله بروجردی سلسله اسناد حدیث ثقلین توسط شیخ قوام‌الدین وشنوی جمع‌ آوری شد و از سوی دارالتقریب در مصر به چاپ رسید.
با حمایت آیت الله بروجردی که روحانی‌ای معتدل و مورد احترام اهل تسنن بود، طرح تأسیس دارالتقریب مورد تأیید و حمایت اکثر مراجع دینی اهل سنت و شیعه قرار گرفت و راه برای پیشبرد و موفقیت این طرح باز شد. گفته می‌شود آیت‌الله بروجردی در بستر مرگ خود نیز به لزوم تقویت این طرح تأکید داشته است. به هر حال، دارالتقریب از ابتدا دارای مخالفین سرسختی نیز بود، بخصوص در میان وهابیون سلفی. مهمترین و تندروترین سخنگوی گروه مخالفان، محب الدین الخطیب، یک روزنامه نگار و نویسندهٔ متولد سوریه بود که در قاهره زندگی می کرد. از نظر محب الدین و همپایان و شاگردانش دارالتقریب چیزی بیش از محلی برای تبلیغ تفکرات شیعه نبود. مهمترین انتقاد او به گردآوری و توزیع مطالبی با محتوای اندیشه‌های شیعی بود که در لبنان، ایران و عراق شیعی نوشته و تنظیم و توسط دارالتقریب در مصر و عمدتاً در میان سنی‌ها توزیع می‌شدند.

## فتوای جواز عمل به فقه شیعهٔ امامیه
تلاش‌های محمد تقی قمی و پشتیبانی و اقدامات وحدت‌گرایانهٔ آیت‌الله بروجردی در سال ۱۳۳۷ هجری شمسی منجر به فتوای جواز عمل به فقه شیعهٔ امامیه شد. شیخ محمود شلتوت، رئیس دانشگاه الازهر در آن دوره که خود نیز از بنیان‌گذاران دارالتقریب بود، به جواز عمل کردن مطابق با فقه شیعهٔ امامیه حکم داد. وی در جواب به استفتایی در مورد قرار دادن مکاتب شیعه اثنی عشری و زیدیه در بین مکاتب اسلامی، بیان می‌کند که اسلام منحصر به  پیروی از مکتب خاصی نیست و می‌توان از یک مکتب به مکاتب دیگر منتقل شد. شیخ شلتوت در قسمتی از این فتوا می‌گوید: «مکتب جعفری معروف به مذهب امامی اثنی عشری، مکتبی است که شرعاً پیروی از آن مانند پیروی از مکتب‌های اهل سنت جایز می‌باشد. سزاوار است مسلمانان این حقیقت را دریابند و از تعصب ناحق و ناروایی که نسبت به مکتب معینی دارند، دوری گزینند». شیخ شلتوت برای محمد تقی قمی احترام خاصی قائل بود به گونه‌ای که در یکی از نامه‌های خود چنین می‌نویسد: «شیخ محمدتقی قمی، پیشوای مصلح و برادر من، نخستین کسی است که علما را به مسأله تقریب دعوت کرد و به خاطر آن (از ایران به مصر) هجرت نمود. آن قدر به او (شیخ محمدتقی قمی) ایمان دارم که در آخرت حاضرم، هر جا که او را بردند با او بروم، حال هر کس میخواهد بپسندد یا نپسندد».

## اندیشه
محمدتقی قمی معتقد بود اگر درست به ریشهٔ نام دو مذهب شیعه و سنی توجه کنیم، تمام مسلمانان را شیعه می‌یابیم، زیرا همگی دوستدار خاندان پیغمبرند و همگی را نیز اهل سنت مییابیم زیرا کلیهٔ مسلمانان، هر سنت و دستوری از طریق مطمئنی از پیغمبر گرامی (ص) وارد شده باشد، لازم الاجرا می‌دانند. بنابراین ما همگی سنی، شیعه، قرآنی و محمدی (ص) می‌باشیم. از دیدگاه وی حکمت خداوند بر این قرار گرفته است که مسلمانان همگی در اصول با یکدیگر مشترکند. او معتقد بود تمامی مذاهب اسلامی، در ایجاد فرهنگ اسلامی و رشد و نمو و تعالی اسلام سهیم بوده‌اند و مسلمانان از اختلاف فکری ضرر نمی‌کنند؛ وی می‌گفت «مسلمانان زمانی از اختلاف ضرر می‌کنند که اختلاف منجر به قطع رابطه و ترک برادری گردد». وی اهل تساهل و تسامح بود و هدف از اتحاد فرهنگی بین مسلمانان را، توافق در اصولی اساسی و ضروری دین بیان می‌داشت. در مورد فروعات و مباحث دیگر تلاش او بر یافتن نظر مشترک بر اساس حقیقت‌جویی بود: «اگر هم اختلاف باقی ماند، هر یک دیگری را معذور و ماجور بداند نه این که همدیگر را تکفیر کنیم»..